# Crain
Crain är en kommun i departementet Yonne i regionen Bourgogne-Franche-Comté i norra Frankrike. Kommunen ligger i kantonen Coulanges-sur-Yonne som tillhör arrondissementet Auxerre. År 2022 hade Crain 411 invånare.

## Befolkningsutveckling
Antalet invånare i kommunen Crain
| Referens: INSEE |